# Fudži
Gora Fudži (napačno imenovana tudi Fudžijama, japonsko 富士山 Fudži-san) je najvišja gora (3776 m) na Japonskem. Leži 100 kilometrov jugozahodno od Tokia v centralnem delu otoka Honšu blizu obale, na meji med prefekturama Šizuoka in Jamanaši. Je drugi najvišji vulkan na otoku v Aziji (za goro Kerinci na otoku Sumatra) in sedmi najvišji vrh otoka na Zemlji. Gora je aktiven stratovulkan, ki je zadnjič izbruhnil med letoma 1707 in 1708. S svojo simetrično obliko in vrhom, ki je pet mesecev pokrit s snegom, je znan simbol Japonske, pogosto upodobljen v umetniških delih in razglednicah z Japonske.
Fudži spada med »tri svete gore Japonske« (三霊山 Sanraizen), skupaj z gorama Tate in Haku. Leta 2013 je bil zaradi izredne lepote, ki je navdihovala umetnike, pesnike in romarje skozi stoletja in scenskega razgleda dodan na seznam Unescove svetovne dediščine. V okolici gore je kar 25 pomembnih spomenikov, med njimi gora sama, svetišče Fudžisan Hongu Sengen taiša in glavni tempelj Taisekidži, ustanovljen leta 1290, ki ga je kasneje ovekovečil Hokusai, mojster tiskarske tehnike ukijo-e.
Po šintoistični mitologiji prebiva na vrhu gore kami Kuninotokotači (国之常立神). Princesa Konohanasakuja (木花開耶姫 princesa cvetoče češnje), boginja gore Fudži in vseh vulkanov, ima ob vznožju gore posvečeno svetišče Fudžisan Hongu Sengen taiša.

### Etimologija
Pismenki v imenu gore, 富 in 士, pomenita »bogastvo« oz. »obilje« in »moškega s statusom«, ime pa izhaja iz časa pred uveljavitvijo pismenk, zato sta bili verjetno izbrani zaradi izgovorjave. Zgodba o sekalcu bambusa zapiše, da izhaja iz besede »nesmrten« (不死 fuši/fudži) ali pa »bogati vojak« (富士 fudži), ki se vzpenja po pobočju. Ljudska etimologija pravi, da izhaja iz zveze 不二 (ne-dva), kar nakazuje njegovo enkratnost, ali pa 不尽 (ne-izčrpati), kar opiše njegovo neskončnosti). Drugi možni izvori so »pokončen kot rižev klas« (穂 ho), »ogenj« iz jezika ljudstva Ainu (fuči), »mavrica« (虹nidži) in »glicinija« (藤 fudži). Imenu gore navadno dodamo končnico -山 (»gora«, -jama, -san), s čimer dobimo celo ime 富士山 (fudži-jama ali fudži-san).

## Zgodovina
Gora Fudži je vulkanski stožec, ki se pogosto pojavlja v japonski umetnosti, posebej po letu 1600, ko postane Edo (sodobni Tokio) prestolnica Japonske in so ga ljudje zagledali pri potovanju po poti Tokaido. Prvi zabeležen vzpon sega v leto 663, ko ga je preplezal neznani menih. Do okoli 1860 je bil vzpon za ženske prepovedan, saj je bil vrh od starodavnih časov sveto mesto, pod goro pa so trenirali samuraji, predvsem okoli današnjega mesta Gotenba. Konjski lokostrelci Jabusame šoguna Minamota no Joritoma so bili nastanjeni v območju v obdobju Kamakura. Leta 1290 so na pobočju gore v prefekturi Šizuoka zgradili tempeljski kompleks Taiseki-dži, središče budizma Ničiren Šošu.
Prvi tujec na gori je bil Sir Rutherford Alcock septembra leta 1868, ki se je vzpenjal 8 ur, sestopal pa tri, prva tujka pa žena britanskega veleposlanika na Japonskem Lady Fanny Parker v letu 1969.
Danes je gora mednarodna destinacija za turizem in planinarjenje. Znan japonski rek pravi, »da bo moder človek Fudži preplezal enkrat, samo tepec pa dvakrat«. Ostaja popularen simbol japonske kulture, pogosto se pojavlja v filmih, ipd.

## Geografija in geologija
Gora Fudži je pomembna gora v geografiji Japonske. Visoka je 3776,24 metrov, stoji ob pacifiški obali osrednjega Honšuja, jugozahodno od Tokia, na meji med prefekturama Šizuoka in Jamanaši. Obkoljena je s štirimi manjšimi mesti, Gotenba, Fudžijošida, Fudžinomija in Fudži, ter petimi jezeri, Kavaguči, Jamanaka, Saj, Motosu in Šodži. Gora je del narodnega parka Fudži-Hakone-Izu. Vidna je iz oddaljene Jokohame, Tokia, na lep dan pa tudi iz Čibe, Sajtame, Točigija, Ibarakija in jezera Hamana.
Gora Fudži je na stičišču amurske, ohotske in filipinske tektonske plošče. Tihooceanska plošča se subducira pod te plošče, kar povzroča vulkansko aktivnost. Gora Fudži ja tudi v bližini treh otoških lokov: jugozahodnega japonskega loka, severovzhodnega japonskega loka in loka Izu-Bonin-Mariana. Uvrščajo jo med aktivne vulkane z majhno verjetnostjo izbruha. Zadnji zabeležen izbruh Hoei se je zgodil med 16. decembrom 1707 in 1. januarjem 1708 in ustvaril drugi vrh na gori.
Glavni krater gore Fudži ima premer 780 metrov in globino 240 metrov. Dno kraterja ima premer 100–130 metrov. Kot naklona od kraterja do razdalje 1,5–2 kilometra je 31°–35°, kar je kot mirovanja za suh prod. Izven te razdalje so koti naklona približno 27°, kar je posledica povečanja skorje. Koti naklona pobočij na sredini se zmanjšajo s 23° na manj kot 10° v vznožju.
Znanstveniki so identificirali štiri različne faze vulkanske aktivnosti pri nastanku gore Fudži. Prva faza, imenovana Sen-komitake, je sestavljena iz andezitnega jedra, nedavno odkritega globoko v gori. Sen-komitakeju je sledil Komitake Fudži, bazaltna plast, za katero verjamejo, da je nastala pred več sto tisoč leti. Pred približno 100.000 leti je na vrhu Komitake Fudži nastal Stari Fudži. Sodobni, novi Fudži naj bi se oblikoval na vrhu starega Fudžija pred približno 10.000 leti.
Pred-Komitake je začel bruhati v srednjem pleistocenu na območju 7 kilometrov severno od gore Fudži. Po razmeroma kratkem premoru so se ponovno začeli izbruhi, ki so na istem mestu oblikovali vulkan Komitake. Ti izbruhi so se končali pred 100.000 leti. Vulkan Ašitake je bil aktiven pred 400.000 do 100.000 leti in je 20 kilometrov jugovzhodno od gore Fudži. Gora Fuji je začela bruhati pred 100.000 leti, pri čemer je Ko-Fuji (stari Fudži) nastal pred 100.000 do 17.000 leti, ki pa je zdaj skoraj popolnoma zasut. Velik zemeljski plaz na jugozahodnem boku se je zgodil pred približno 18.000 leti. Izbruhi Šin-Fudži (novi-Fudži) v obliki lave, lapilov in vulkanskega pepela so se zgodili pred 17.000 in 8.000 leti, med 7000 in 3500 leti ter med 4000 in 2000 leti v preteklosti. Bočni izbruhi, večinoma v obliki parazitskih stožcev pepela, so prenehali nastajati leta 1707. Največji stožec, Omuro-Jama, je eden od več kot 100 stožcev, poravnanih SZ-JV in SV-JZ skozi vrh. Gora Fudži ima tudi več kot 70 tunelov lave in obsežne drevesne strukture kanalov lave. Dva velika plazova sta na vrhu dolin Jošida-Osava in Osava-Kuzure.

### Trenutna eruptivna nevarnost
Po potresu v Tōhokuju leta 2011 so se v medijih pojavile špekulacije, da bi sunek lahko povzročil vulkanske nemire na gori Fudži. Septembra 2012 so matematični modeli, ki jih je ustvaril Nacionalni raziskovalni inštitut za znanost o Zemlji in preprečevanje nesreč (NRIESDP), nakazali, da bi lahko bil tlak v magmatski komori gore Fudži za 1,6 megapaskala višji, kot je bil pred zadnjim izbruhom leta 1707. To so razlagali nekateri mediji pomenijo, da bi lahko bil izbruh gore Fudži neizbežen. Ker pa ni znane metode neposrednega merjenja tlaka magmatske komore vulkana, so posredni izračuni tipa, ki ga uporablja NRIESDP, špekulativni in nepreverljivi. Drugi indikatorji, ki kažejo na povečano nevarnost izbruha, kot so aktivne fumarole in nedavno odkriti prelomi, so tipični pojavi pri tej vrsti vulkana.

### Podnebje
Podnebje je tundrsko, vrh je zaradi nizkih temperatur precejšen del leta pokrit s snegom. Najnižja zabeležena temperatura je -38 °C, najvišja pa 17,8 °C. Skozi leto se povprečna temperatura giba med -18,4 in 6,2 °C.
| Podnebni podatki za Mount Fuji Averages (1981–2010) Records (1932–2011) | Podnebni podatki za Mount Fuji Averages (1981–2010) Records (1932–2011) | Podnebni podatki za Mount Fuji Averages (1981–2010) Records (1932–2011) | Podnebni podatki za Mount Fuji Averages (1981–2010) Records (1932–2011) | Podnebni podatki za Mount Fuji Averages (1981–2010) Records (1932–2011) | Podnebni podatki za Mount Fuji Averages (1981–2010) Records (1932–2011) | Podnebni podatki za Mount Fuji Averages (1981–2010) Records (1932–2011) | Podnebni podatki za Mount Fuji Averages (1981–2010) Records (1932–2011) | Podnebni podatki za Mount Fuji Averages (1981–2010) Records (1932–2011) | Podnebni podatki za Mount Fuji Averages (1981–2010) Records (1932–2011) | Podnebni podatki za Mount Fuji Averages (1981–2010) Records (1932–2011) | Podnebni podatki za Mount Fuji Averages (1981–2010) Records (1932–2011) | Podnebni podatki za Mount Fuji Averages (1981–2010) Records (1932–2011) | Podnebni podatki za Mount Fuji Averages (1981–2010) Records (1932–2011) |
| Mesec                                                                   | Jan                                                                     | Feb                                                                     | Mar                                                                     | Apr                                                                     | Maj                                                                     | Jun                                                                     | Jul                                                                     | Avg                                                                     | Sep                                                                     | Okt                                                                     | Nov                                                                     | Dec                                                                     | Letno                                                                   |
| ----------------------------------------------------------------------- | ----------------------------------------------------------------------- | ----------------------------------------------------------------------- | ----------------------------------------------------------------------- | ----------------------------------------------------------------------- | ----------------------------------------------------------------------- | ----------------------------------------------------------------------- | ----------------------------------------------------------------------- | ----------------------------------------------------------------------- | ----------------------------------------------------------------------- | ----------------------------------------------------------------------- | ----------------------------------------------------------------------- | ----------------------------------------------------------------------- | ----------------------------------------------------------------------- |
| Rekordno visoka temperatura °C                                          | −1.7                                                                    | 0.0                                                                     | 1.0                                                                     | 4.7                                                                     | 12.2                                                                    | 12.3                                                                    | 17.4                                                                    | 17.8                                                                    | 16.3                                                                    | 10.4                                                                    | 6.9                                                                     | 3.6                                                                     | 17.8                                                                    |
| Povprečna visoka temperatura °C                                         | −15.7                                                                   | −14.7                                                                   | −10.9                                                                   | −5.7                                                                    | −0.8                                                                    | 3.6                                                                     | 7.5                                                                     | 9.3                                                                     | 6.1                                                                     | −0.1                                                                    | −6.4                                                                    | −12.2                                                                   | −3.4                                                                    |
| Povprečna dnevna temperatura °C                                         | −18.4                                                                   | −17.8                                                                   | −14.2                                                                   | −8.7                                                                    | −3.4                                                                    | 1.1                                                                     | 4.9                                                                     | 6.2                                                                     | 3.2                                                                     | −2.8                                                                    | −9.2                                                                    | −15.2                                                                   | −6.2                                                                    |
| Povprečna nizka temperatura °C                                          | −21.7                                                                   | −21.5                                                                   | −17.8                                                                   | −12.1                                                                   | −6.5                                                                    | −1.6                                                                    | 2.4                                                                     | 3.6                                                                     | 0.4                                                                     | −5.8                                                                    | −12.2                                                                   | −18.3                                                                   | −9.3                                                                    |
| Rekordno nizka temperatura °C                                           | −37.3                                                                   | −38                                                                     | −33.9                                                                   | −27.8                                                                   | −18.9                                                                   | −13.1                                                                   | −6.9                                                                    | −4.3                                                                    | −10.8                                                                   | −19.5                                                                   | −28.1                                                                   | −33                                                                     | −38                                                                     |
| Povprečna relativna vlažnost (%)                                        | —                                                                       | —                                                                       | 58                                                                      | 60                                                                      | 61                                                                      | 70                                                                      | 79                                                                      | 73                                                                      | 68                                                                      | 53                                                                      | 50                                                                      | 47                                                                      | —                                                                       |
| Vir: Japan Meteorological Agency (JMA)                                  |                                                                         |                                                                         |                                                                         |                                                                         |                                                                         |                                                                         |                                                                         |                                                                         |                                                                         |                                                                         |                                                                         |                                                                         |                                                                         |

### Aokigahara
Gozd Aokigahara na severozahodnem pobočju gore je po legendah prebivališče duhov in demonov. V 19. stoletju so v njem predvsem revnejše družine zapuščale svoje otroke in starejše. Gozd je drugo najbolj popularno mesto za samomor po mostu Golden Gate v San Franciscu.
Od 1950-ih se je v gozdu ubilo več kot 500 ljudi, v povprečju kar okoli 30 na leto. V zadnjih letih so lokalne oblasti povečevale ozaveščenost obiskovalcev in pohodnikov s postavitvijo tabel, ki bralce prepričujejo v ponovni premislek.

## Turizem
Gora Fudži je popularna pohodniška destinacija. Leta 2009 se je na goro povzpelo 300.000 ljudi. Gora je najbolj prijazna v juliju in avgustu, ko obratujejo prenočišča in druge stavbe. Večina Japoncev se po gori vzpenja ponoči, da bi pričakali jutranje svitanje in sončni vzhod (御来光 gorajko, »prispetje luči«). Na goro vodijo štiri večje poti z desetimi postajami. Avtobusi in avtomobili dosežejo 5. postajo.
- 3D animacija
- Gora Fudži preko nebotičnikov v Tokiu
- Zračni posnetek gore Fudži
- Svetišče Fudžisan Hongu Sengen Taiša
- Planinci se vzpenjajo proti vrhu
- Pogled na goro Fudži, Hokusai